# ピアノ五重奏曲 (アレンスキー)
ピアノ五重奏曲 ニ長調 作品51 は、アントン・アレンスキーが作曲したピアノ五重奏曲。

## 概要
サンクトペテルブルク音楽院でリムスキー＝コルサコフの下で学んだアレンスキーは、1882年に高い評価を得て同校を卒業した。まもなくモスクワ音楽院の教員のポストを得ており、学内有数の若き教授として後進の育成にあたった。1895年にバラキレフの後任としてサンクトペテルブルク宮廷礼拝堂の楽長に就任し、6年間にわたりこの役職を務めた。その後は母校の教壇に立つ傍ら、作曲やピアノ演奏を継続していった。
本作は1900年に完成された。本作はアレンスキーの室内楽曲の中では2つのピアノ三重奏曲（第1番、第2番）や2つの弦楽四重奏曲（第1番、第2番）に比べて知名度の点では大きく水をあけられているが、アレンスキーの円熟を示す傑作であるという声もある。曲には他の作曲家、とりわけブラームスの影響が指摘される。またピアノパートには自らが演奏することを想定したと思しき華麗な筆致がみられる。

## 楽曲構成

### 第1楽章
Allegro moderato 4/4拍子 ニ長調
大胆なピアノの和音によって幕を開ける（譜例1）。直後に続く形で弦楽器が主題を提示する（譜例2）。
譜例1
譜例2
しばらく譜例2を用いて推移を続け、ピアノから新しい旋律素材が出てヴァイオリンに引き継がれて繰り返される（譜例3）。
譜例3
華やかな結尾楽句によってまとめられると滑らかに展開が開始される。展開は譜例1に始まって譜例2が参加する。ブラームスのピアノ四重奏曲第1番に類似したパッセージワークを経て、譜例3の展開へと進む。譜例1冒頭の音型の繰り返しに導かれて譜例2の再現が開始する。譜例3の再現も行われ、やはり華麗な結尾に彩られて明るく閉じられる。

### 第2楽章
Variations: Andante 6/8拍子 ニ短調
主題と4つの変奏からなる変奏曲。主題には『Sur les ponts d’Avignon j’ai ouï chanter la belle』という古いフランスの婚礼歌が使用されている。ロシア民謡に似た雰囲気を持つ旋律である（譜例4）。主題は弦楽器から提示されてピアノで反復される。
譜例4
第1変奏では低音が旋律を受け持つ中、ヴァイオリンとピアノが豊富な音符数で重厚に装飾する。その後半ではヘ音が保持された状態で静かに主題が奏でられる。第2変奏ではニ長調に転じ、まずはチェロ、次にヴァイオリンが奏する主題をピアノの和音が下支えする。第3変奏はニ短調に戻り、ワルツのテンポとなる。このワルツ調の変奏が最もアレンスキーの特徴を示しており、特筆に値する出来となっている。最終変奏では2/2拍子となり、主題が対位法的に積み重なりつつ緊張感を増し、頂点で突如譜例1が挿入される。その後、はじめと同じ拍子、テンポに回帰して静かに主題を回想して閉じられる。

### 第3楽章
Scherzo: Allegro vivace 12/8拍子 イ長調
メンデルスゾーンを想起させる奇想的なスケルツォ。先行して8分音符を刻む弦楽器に合わせ、ピアノが主題を提示する（譜例5）。この後、ピアノは和音を連打しての伴奏に回ることになる。反復記号によって繰り返される。
譜例5
トリオは3/4拍子、ニ長調に転じて譜例6の旋律が奏でられる。弦楽器による提示に続いてピアノも主題を奏していく。トリオは後半のみ繰り返しを受ける。
譜例6
スケルツォ部へ戻って第1部と同じ楽想を繰り返したところで、再び譜例6が現れる。しかし16小節のみでこれを切り上げ、譜例5に基づくコーダを経て歯切れよく完結する。

### 第4楽章
Finale: Allegro moderato 4/4拍子 ニ短調
in mode antico（古風に）との但し書きにあるように、音楽はバロック風に開始する。口火を切るのは譜例1に基づくフーガである（譜例7）。
譜例7
譜例7のフーガは長くは続かず、続いて譜例4が奏されたかと思うとフーガ調に音が重ねられていく（譜例8）。
譜例8
さらに譜例8に基づく展開が進行する中で譜例7が重ねられる。この箇所を頂点として減速したところで、コーダとして譜例2に基づく結尾楽句が現れて第1楽章同様に華やかな様子で全曲の終わりを迎える。デイヴィッド・ファニングは終結の仕方がそこまでの音楽の魅力に比して「取ってつけたよう」であり、本作が人口に膾炙できないままとなっている理由の一端なのではないかと考察している。